# アルシュヴェシェ橋
アルシュヴェシェ橋(仏 : Pont de l'Archevêché)は、フランスのパリ、セーヌ川に架かる橋である。4区のシテ島と5区のモンテベロ河岸とトゥルネル河岸を結んでいる。1828年に架けられた。
アルシュヴェシェ橋はパリでもっとも狭い橋である。3連からなる石造アーチ橋でそれぞれスパン長は15、17、15mとなっている。航路の邪魔になるので1910年に架け替えの決定がなされたもののまだ架け替えられていない。

## 交通
- メトロ10号線 モベール-ミュテュアリテ駅Maubert - Mutualité下車

## 隣の橋
（上流）シュリー橋―トゥルネル橋―アルシュヴェシェ橋―ドゥブル橋―プティ・ポン（下流）